# Atauro
L'isola Atauro (in indonesiano Pulau Atauro, in portoghese Ilha Atauro) appartiene allo Stato di Timor Est, indipendente dall'Indonesia a partire dal 2002.

## Geografia
Atauro si trova ad una distanza marittima di circa 25 km a nord di Dili, la città capitale dello Stato, al cui distretto appartiene. Ha una superficie di 105 km² ed una popolazione di circa 8.000 persone. L'isola si trova tra le isole indonesiane di Alor e Wetar. 

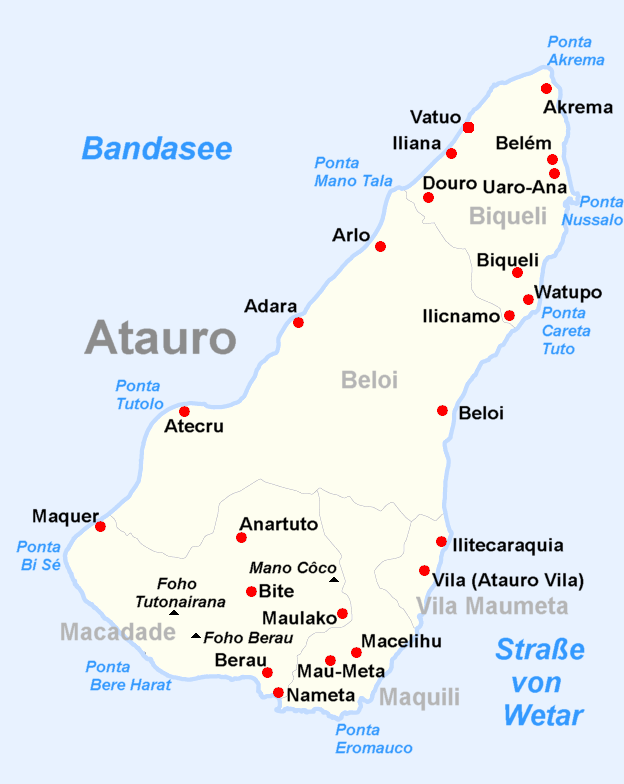
L'isola di Atauro

## Società

### Religione
L'isola di Atauro si differenzia dal resto di Timor Est in quanto la maggior parte della sua popolazione professa la religione cristiana calvinista, mentre il resto dei timoresi orientali sono cattolici. Ciò è dovuto alla diversa storia dell'isola, colonizzata dagli olandesi, rispetto a Timor, che venne colonizzata invece dai portoghesi. Quando in seguito il Portogallo vendette l'isola di Flores ai Paesi Bassi, questi ultimi cedettero invece la piccola Atauro ai portoghesi, i quali presero effettivamente possesso dell'isola solo a partire dal 1884 ed ottennero i tributi a loro dovuti solo dal 1905.